# Connecticut State Route 2A
Die Connecticut State Route 2A (kurz CT 2A) ist eine in Nord-Süd-Richtung verlaufende State Route im US-Bundesstaat Connecticut.
Die State Route beginnt an einem Kreuz mit der Interstate 395 sowie den Connecticut State Routes 2 und 32 in Norwich und endet nach 16 Kilometern in Preston wieder an der CT 2.

## Verlauf
Nach dem Kreuz mit den Connecticut State Routes 2 und 32 verläuft die CT 2A auf der Trasse der Interstate 395 in südlicher Richtung. Im Südwesten von Norwich wird die Trasse von der Connecticut State Route 82 gekreuzt. Nach etwa sieben Kilometern zweigt die State Route als Freeway von der Interstate ab und führt in östlicher Richtung. Nach einem erneuten Kreuz mit der Connecticut State Route 32 und der Überquerung des Thames River endet der Freewayabschnitt an der Connecticut State Route 12. Auf ihren letzten 1,1 Kilometern nutzt die CT 2A die Trasse der Connecticut State Route 117, bevor sie an der CT 2 endet.